# ديلوريان دي إم سي-12
ديلوريان دي إم سي-12، هي سيارة رياضية من صنع شركة ديلورين، قام بتصميمها المهندس «جون ديلورين» للسوق الأمريكي، وانتجت في الأعوام 1981 إلى 1983 . تصميم السيارة يستخدم فكرة جديدة في تصميم أبواب السيارة حيث طبق فيها التجديد بابان جناحان النورس gull-wing door مع استخدام الألياف الزجاجية لصناعة هيكل السيارة التحتي، بالإضافة إلى جسم السيارة المصنوع من الفولاذ المصقول اللامع. أكتسبت إحدى تلك السيارات شهرة كبيرة حيث ظهرت في فيلم عودة إلى المستقبل (فيلم) Back to the Future . وكان دورها يتلخص في أنها سيارة عابرة للزمن. لقي الفيلم نجاحا كبيرا في عام 1985، ثم انتج له فيلمين آخرين بنفس الفكرة، واصبح منه ثلاثية شهيرة من الأفلام. وكانت السيارة ديلورين العابرة للزمن دورا هاما في تلك الأفلام.

## صور السيارة ديلورين

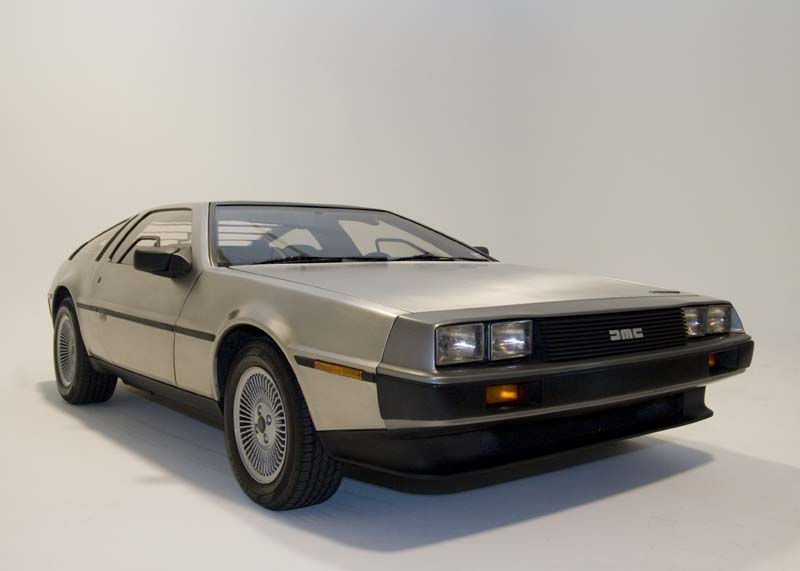
السيارة ديلورين وبابان جناحي النورس مغلقان.

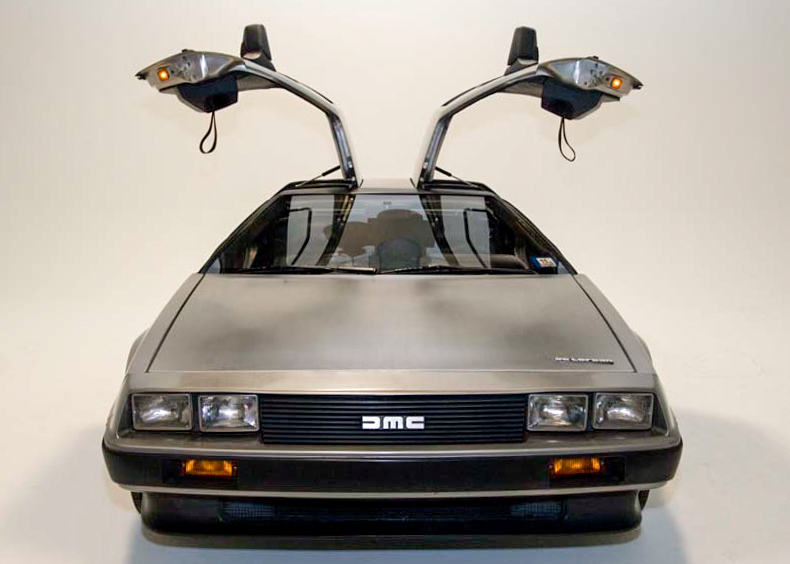
سيارة DeLorean DMC-12 وبابان جناحي النورس مفتوحان.

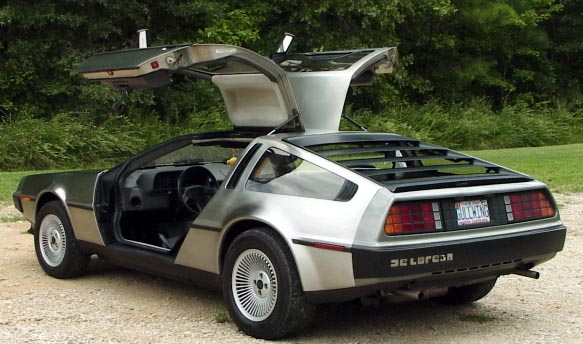
شكلها من الخلف

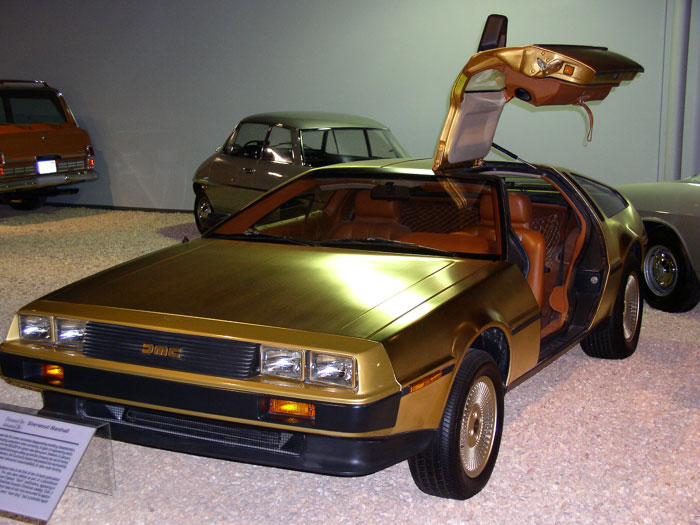
سيارة ديلورين مطلية بالذهب في Reno، Nevada

## ديلورين كهربائية
في عام 2016 أراد أحد مؤسسي شركة إي-كاب تحويل إحدى سيارات ديلورين إلى سيارة تعمل بالكهرباء. وقام بالإعلان عن سيارة قديمة من هذا النوع وتكون صالحة لتحويلها إلى الطراز الذي يبتغيه. وبالفعل عثر على واحدة منها صنعت في عام 1983 وكانت تعمل بمحرك بنزين V6 وقدرتها 130 حصان ولم تجري أكثر من 3000 كيلومتر. وقام «ديرك ليهمان» بتعديل السيارة ووضع فيها محرك كهربائي وبطاريات فوق المحور الأمامي بدلا من خزان البنزين القديم. وأصبح في موسوع السيارة ديلورين التسارع إلى نحو 200 كيلومتر في الساعة خلال ثوان. تحتاج تلك السيارة إلى إعادة لشحن البطارية بعد 160 كيلومتر. كانت كلفة تغيير السيارة نحو 20.000 دولار واستغرقت في الورشة 5 أسابيع حتى اكتمل تغييرها.

## سيارات ديلورين ذهبية
أثناء أعياد الميلاد في عام 1981 طلب مصرف «أميريكان إكسبريس» سيارتين مذهبتين بطبقة من الذهب عيار 24 قيراط على أن تتم العملية بطريقة التغليف الكهربائي. ثم تم تذهيب سيارة ثالثة، وبقيت السيارات الثلاث في الولايات المتحدة الأمريكية.
واحدة من السيارات موجودة في متحف الكازيسنو في مدينة رينو ولونها من الداخل بني. وحفظت السيارة الثانية المذهبة في متحف «بيترسون أوتوموتيف موسيوم» في لوس أنجلوس ولونها من الداخل أسود. وأما السيارة الثالثة المذهبة فاقتناها أحد الأغنياء من ماريلاند ولونها من الداخل بني.
كما تردد شائعات عن سيارة ديلورين مذهبة رابعة لدى أحد الأغنياء المحبين لماركة ديلورين. Privatmann .
وما يسترعي الانتباه أن السيارة ديلورين DMC-12 كانت دائما غير مطلية من الخارج وكان هيكلها مصنوعا من الفولاذ الغير قابل للصدأ، مما أعطاها مظهرا فريدا.
من الـ9000 سيارة ديلورين التي صنعت بين عامي 1981 - 1983 لم يتبقى منها إلا نحو 6000 سيارة.
.

## اقرأ أيضا
- سيارة رياضية
- العودة إلى المستقبل

## وصلات خارجية
- DeLorean Motor Company
- DeLorean DMC-12 على مشروع الدليل المفتوح
- قالب:Imcdb vehicle
- 1976 Concept DeLorean DMC 12